# Пам'ятник Богданові Хмельницькому (Нікополь)
Пам'ятник Богданові Хмельницькому в Нікополі — монумент Богданові Хмельницькому, розташований у старій частині міста Нікополя, Дніпропетровська область, Україна. Встановлений 8 січня 1954 року з нагоди 300-річчя возз'єднання України з Росією, він став одним із найвпізнаваніших символів міста та важливою частиною його історико-культурної спадщини.

## Історія
Автором пам'ятника є Іван Петрович Кавалерідзе, відомий також як творець інших монументальних зображень національних діячів. Монумент має скромний, але виразний вигляд, і органічно вписується в ландшафт історичного району міста, що має прямий зв'язок з подіями Національно-визвольної війни середини XVII століття.
Пам'ятник встановлено на площі, названій іменем гетьмана. Поруч розміщено пам'ятний знак (пілон) на честь Микитинської Запорозької Січі, яка існувала тут у XVII столітті й стала місцем початку козацького повстання 1648 року під проводом Хмельницького.
Саме в Микитинській Січі, розташованій на території сучасного Нікополя, у січні 1648 року розпочався його шлях як військового та політичного лідера. Тут відбулася Велика рада, яка обрала Хмельницького гетьманом, і з цього місця козацьке військо рушило в похід, що започаткував добу Української козацької державності.
Пам'ятник у Нікополі є не лише естетичним, а й символічним об'єктом, навколо якого відбуваються важливі урочистості міста. Він уособлює зв'язок між історією Нікополя, козацтвом і постаттю Богдана Хмельницького, який став одним із головних символів української державності.